# Насирова, Нигяр
Нигяр Насирова (азерб. Nigar Nəsirova; род. 1987) — азербайджанский стрелок, чемпионка мира 2023 года в личном зачёте и серебряный призёр чемпионата мира 2023 года в командном, бронзовый призёр чемпионата мира 2022 года и чемпионата Европы 2017 года, победитель и бронзовый призёр Игр исламской солидарности 2017.

## Биография
Нигяр Насирова родилась 16 сентября 1987 года. В 2006 году Насирова стала второй на чемпионате Европы среди юниоров в Москве.
В марте 2017 года на чемпионате Европы в словенском Мариборе в паре с Русланом Лунёвым Насирова заняла третье место в командных смешанных соревнованиях по стрельбе из пневматического пистолета с 10 метров, став став бронзовым призёром турнира.
В мае этого же года на IV Играх исламской солидарности в Баку Насирова в соревновании по стрельбе из пневматического пистолета на 10 метров с 211,5 очками завоевала бронзовую медаль. На следующий день в паре с Русланом Лунёвым Насирова завоевала золотую медаль в смешанном командном соревновании по стрельбе из пневматического пистолета на расстоянии 10 метров.
В октябре 2022 года на чемпионате мира в Каире Насирова заняла третье место в соревнованиях на дистанции 50 метров из пистолета калибра 5,6, набрав в личном зачёте 539 очков.